# Radnice
Radnice ([ˈradɲɪtsɛ], deutsch Radnitz) ist eine Stadt in Tschechien und liegt im Bezirk Okres Rokycany in der Region Plzeňský kraj etwa 20 km nordöstlich von Pilsen. Sie besteht aus den Ortsteilen Radnice (Radnitz) und Svatá Barbora (St. Barbara).

## Sehenswürdigkeiten
- Wenzelskirche, Barockbau aus dem Jahr 1720 nach einem Entwurf von Jakub Auguston
- Kapelle Mariä Heimsuchung mit Kreuzweg, vermutlich von Kilian Ignaz Dientzenhofer
- Städtisches Museum
- Synagoge
- Jüdischer Friedhof

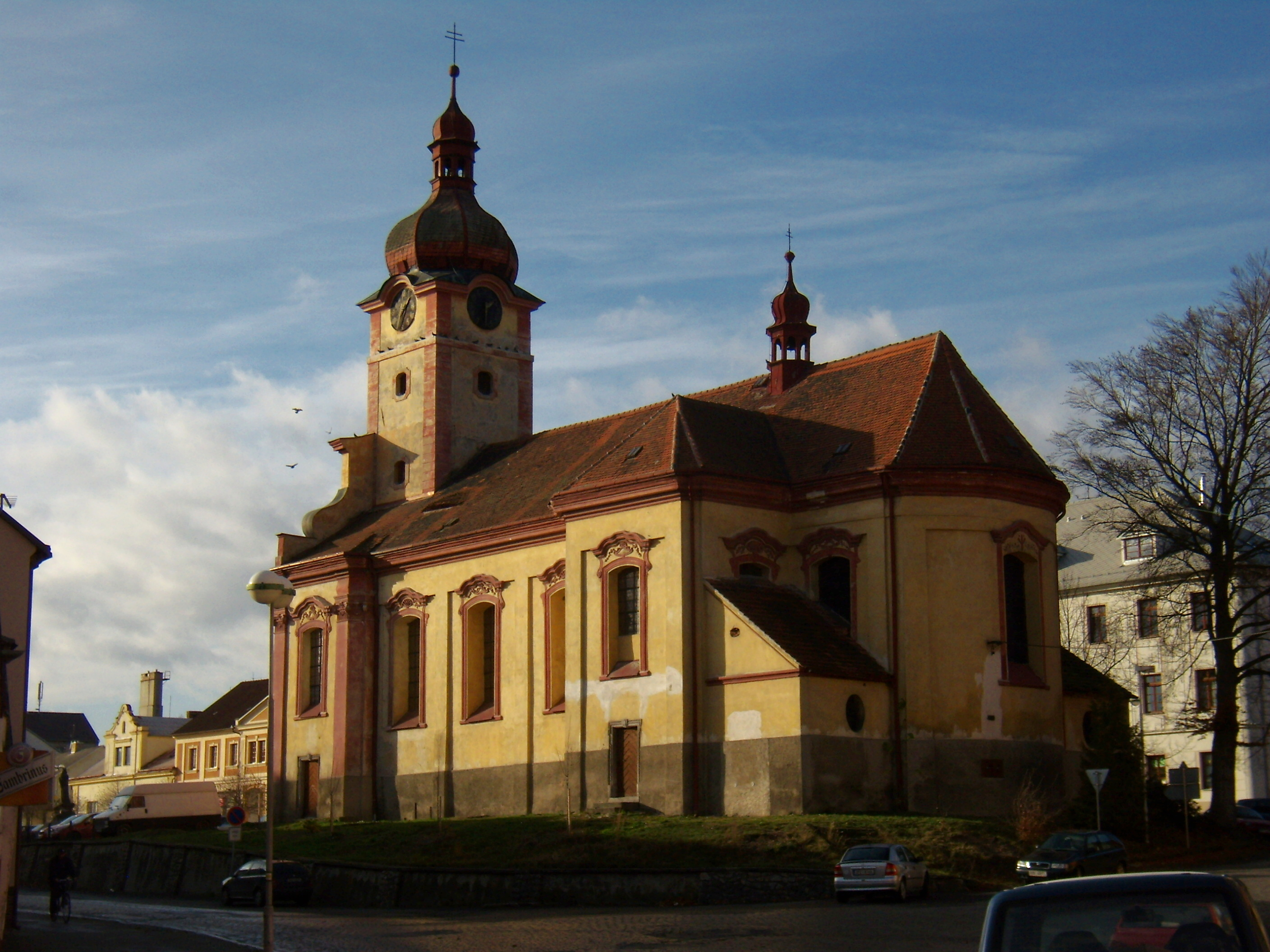
Wenzelskirche
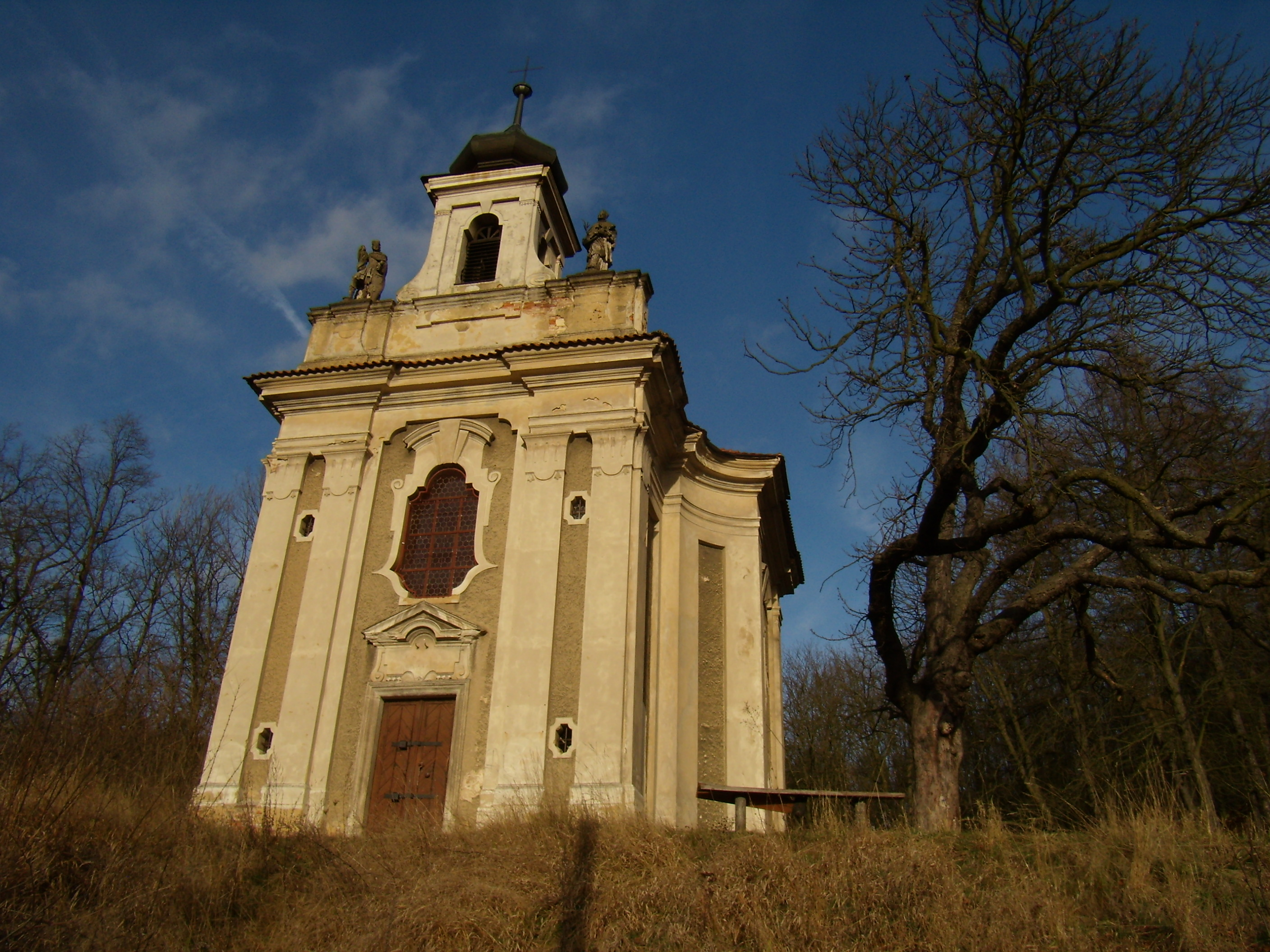
Mariä Heimsuchung
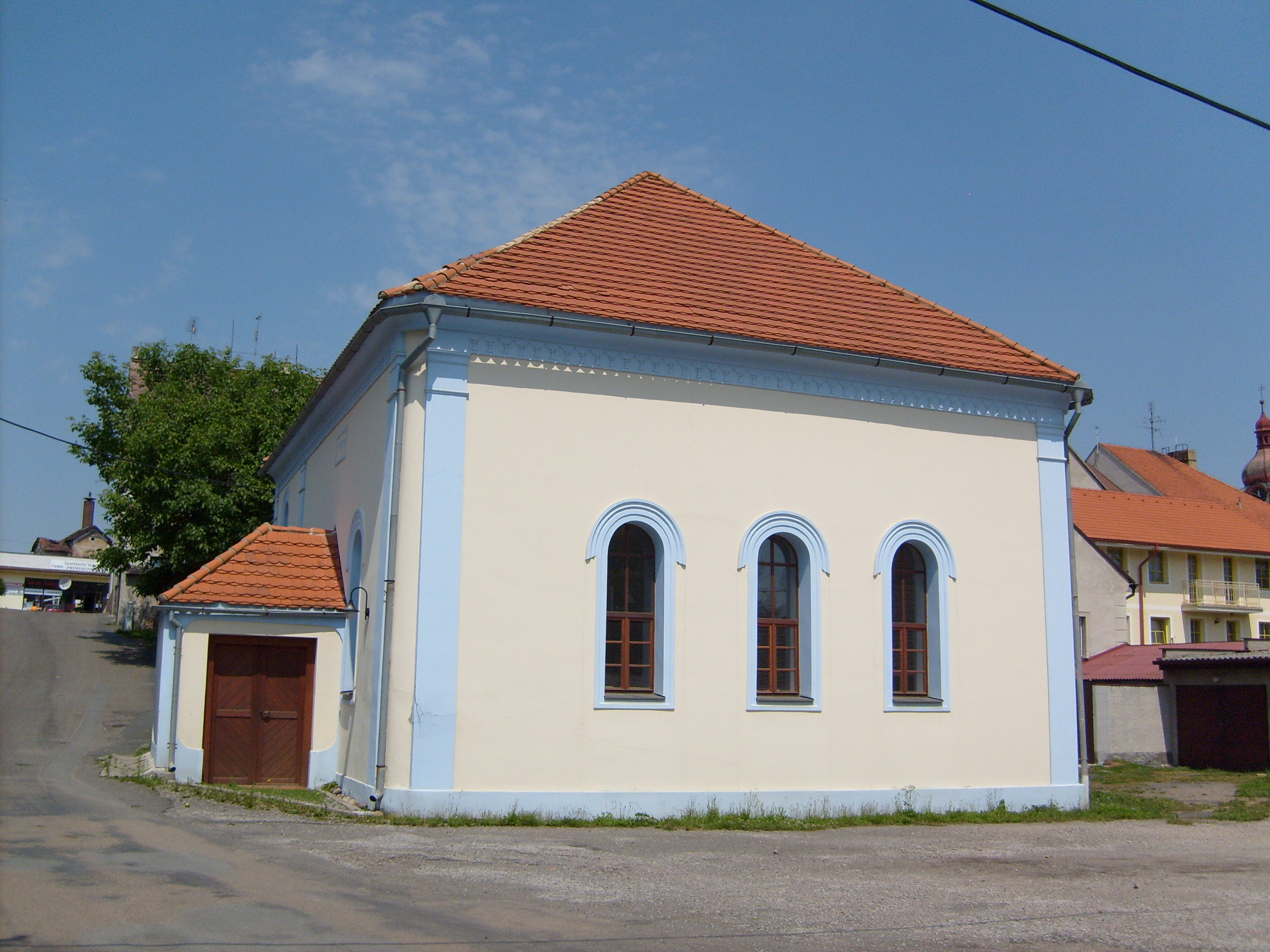
Synagoge
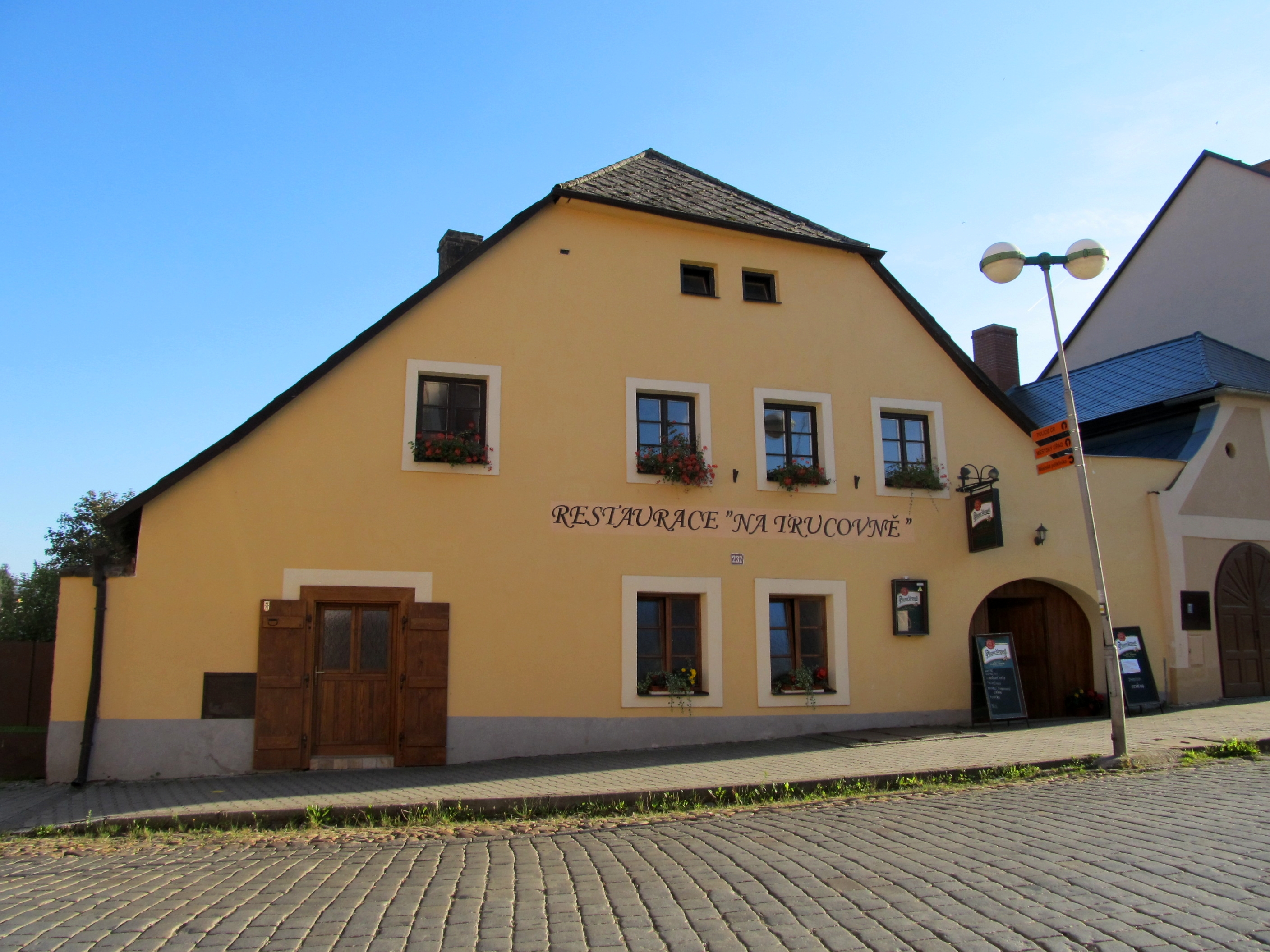
Bürgerhaus